# Los "Guerreras azules"

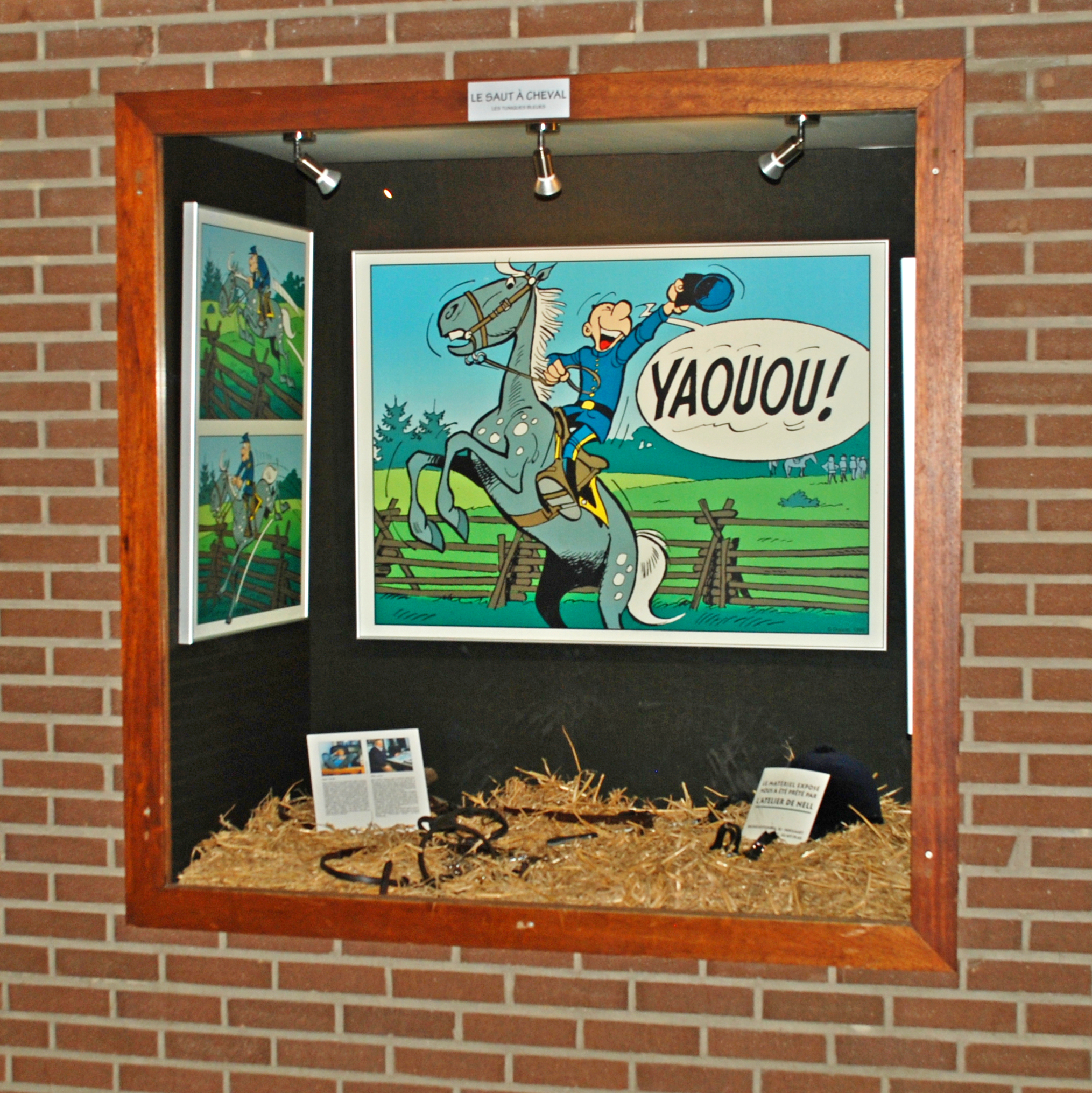
El Cabo Blutch.

Los "Casacas azules" o Guerreras azules (en el francés original, Les Tuniques bleues) es una serie de cómic humorística que narra las aventuras del sargento Chesterfield y el cabo Blutch, militares del ejército de la Unión en la época de la Guerra de Secesión estadounidense (1861-1865). Más allá de lo cómico de las situaciones y los personajes, esta serie expone los horrores de la guerra.
Creada en 1968 para Spirou por el guionista Raoul Cauvin y el dibujante Louis Salvérius en forma de historietas cortas, pasó rápidamente al formato de historias de 44 páginas. Después de la muerte de Salvérius en 1972, Willy Lambil retomó sus dibujos.
Tras el fallecimiento de Cauvin, y en espera de la decisión de Lambil, parece que la serie pasa a manos del dúo Béka (Bertrand Escaich y Caroline Roque) y el dibujo estará a cargo de José Luis Munuera. Debido a los problemas y retrasos sufridos por el último álbum de la pareja Cauvin/Lambil, sexagesimocuarto de la serie, se publicó tras el primero a cargo de Munuera y Béka.

## Trayectoria editorial

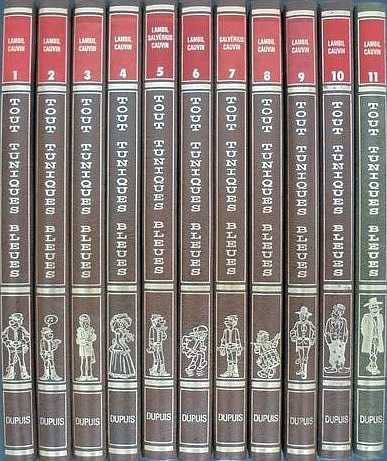
Integral de Rombaldi

La serie, escrita por Raoul Cauvin y dibujada por Louis Salvérius, apareció por primera vez el 29 de agosto de 1968 en el número 1585 de Le Journal de Spirou. Originalmente, se trataba de una serie exclusivamente cómica en la que Salvérius dibujaba los personajes achaparrados y con la nariz gruesa. Dos años después y tras dieciséis historietas cortas, de 1, 4 y 6 páginas, empezaron a publicar también historietas largas:
| Título                               | Publicación original    | Publicación en álbum | Publicación en español |
| ------------------------------------ | ----------------------- | -------------------- | --- |
| La grande patrouille                 | Spirou 1677-1685 (1970) | 1976                 | La gran patrulla (Grijalbo, 1985 / Dolmen, Integral 1, 2020)                                                                     |
| Un chariot dans l’ouest              | Spirou 1689-1706 (1970) | 1972                 | Un carro en el Oeste (Novaro, 1978 / Dolmen, Integral 1, 2020)                                                                   |
| Du nord au sud                       | Spirou 1710-1725 (1971) | 1972                 | Del Norte al Sur (Novaro, 1979 / Dolmen, Integral 1, 2020)                                                                       |
| Des bleus et des tuniques            | Spirou 1749-1757 (1971) | 1976                 | Reclutas y veteranos (Grijalbo, 1986 / Dolmen, Integral 2, 2021)                                                                 |
| Et pour quinze cents dollars de plus | Spirou 1776-1795 (1972) | 1973                 | Recompensa: mil quinientos dólares (Super Spirou Ardilla, 1980) / Héroes a la fuerza (Grijalbo, 1984 / Dolmen, Integral 2, 2021) |
| Les hors–la–loi                      | Spirou 1800-1813 (1972) | 1973, como Outlaw    | Sin ley (Grijalbo, 1985 / Dolmen, Integral 2, 2021)                                                                              |

Desde la tercera historieta larga, que tiene lugar durante la Guerra Civil, Salvérius adoptó un estilo más realista, para que no se tomase a la ligera este trágico episodio histórico. Cuando muere en 1972, hacia la mitad del episodio Les hors–la–loi(rebautizado como Outlaw para su publicación en álbum), la serie pasó a manos de Willy Lambil, quien acentúa aún más el aspecto "semi-realista" del dibujo. 
| Título                                | Publicación original           | Publicación en álbum          | Publicación en español                                                                         |
| ------------------------------------- | ------------------------------ | ----------------------------- | ---------------------------------------------------------------------------------------------- |
| Les déserteurs                        | Spirou 1833-1847 (1973)        | 1974                          | Los desertores (Grijalbo, 1986 / Dolmen, Integral 3, 2015)                                     |
| La prison de Robertsonville           | Spirou 1875-1892 (1974)        | 1974                          | La prisión de Robertsonville (Grijalbo, 1986 / Dolmen, Integral 3, 2015)                       |
| Les bleus de la marine                | Spirou 1904-1917 (1974)        | 1975                          | Los azules en la marina (Grijalbo, 1990) / Los novatos de la marina (Dolmen, Integral 3, 2015) |
| Les cavaliers du ciel                 | Spirou 1940-1952 (1975)        | 1976                          | Los jinetes del cielo (Grijalbo, 1991 / Dolmen, Integral 4, 2015)                              |
| Des bleus en noir et blanc            | Spirou 1965-1979 (1975)        | 1976                          | Azules en blanco y negro (Grijalbo, 1991 / Dolmen, Integral 4, 2015)                           |
| Les tuniques bleues tournent cosaques | Spirou 2000-2014 (1976)        | 1977                          | Casacas y cosacos (Dolmen, Integral 4, 2015)                                                   |
| Les bleus dans la gadoue              | Spirou 2044-2057 (1977)        | 1978                          | El lodazal (Dolmen, Integral 5, 2016)                                                          |
| Le blanc–bec                          | Spirou 2080-2095 (1978)        | 1979                          | El petimetre (Dolmen, Integral 5, 2016)                                                        |
| Rumberley                             | Spirou 2111-2130 (1978)        | 1979                          | Rumberley (Dolmen, Integral 5, 2016)                                                           |
| Bronco Benny                          | Spirou 2161-2171(1979)         | 1980                          | Bronco Benny (Dolmen, Integral 6, 2016)                                                        |
| El padre                              | Spirou 2192-2202 (1980)        | 1981                          | El padrecito (Dolmen, Integral 6, 2016)                                                        |
| Blue retro                            | Spirou 2222-2232 (1980)        | 1982                          | Blue retro (Dolmen, Integral 6, 2016)                                                          |
| Le David                              | Spirou 2265-2275 (1981)        | 1982                          | El David (Dolmen, Integral 7, 2017)                                                            |
| Black face                            | Spirou 2315-2325 (1982)        | 1983                          | Black face (Dolmen, Integral 7, 2017)                                                          |
| Les 5 salopards                       | Spirou 2357-2368 (1983)        | 1984                          | Cinco del patíbulo (Dolmen, Integral 7, 2017)                                                  |
| Des bleus et des dentelles            | Spirou 2384-2387 (1983)        | 1985                          | Azules y encaje (Dolmen, Integral 8, 2017)                                                     |
| Baby Blue                             | Spirou 2398, 2447, 2457 (1984) | 1985                          | Baby Blue (Dolmen, Integral 8, 2017)                                                           |
| Les cousins d’en face                 | Spirou 2432-2435 (1984)        | 1985                          | Los primos de enfrente (Dolmen, Integral 8, 2017)                                              |
| Des bleus et des bosses               | Spirou 2474-2478 (1985)        | 1986                          | Operación dromedario (Dolmen, Integral 9, 2018)                                                |
| L’or du Québec                        | Spirou 2523-2526 (1986)        | 1987                          | El oro de Quebec (Dolmen, Integral 9, 2018)                                                    |
| Bull Run                              | Spirou 2558-2562 (1987)        | 1987                          | Bull Run (Dolmen, Integral 9, 2018)                                                            |
| Les bleus de la balle                 | Spirou 2600-2608 (1988)        | 1988                          | Los azules en escena (Dolmen, Integral 10, 2018)                                               |
| En avant l’amnésique                  | Spirou 2634-2644 (1988)        | 1988                          | La amnesia de Blutch (Dolmen, Integral 10, 2018)                                               |
| La rose de bantry                     | Spirou 2673-2681 (1989)        | 1989                          | La rosa de Bantry (Dolmen, Integral 10, 2018)                                                  |
| Drummer boy                           | Spirou 2720-2730 (1990)        | 1990                          | Drummer boy (Dolmen, Integral 11, 2018)                                                        |
| Les bleus en folie                    | Spirou 2761-2775 (1991)        | 1991                          | Los azules se han vuelto locos (Dolmen, Integral 11, 2018)                                     |
| Grumbler et fils                      | Spirou 2803-2812 (1992)        | 1992                          | Gumbler e hijos (Dolmen, Integral 11, 2018)                                                    |
| Les vertes années                     | Spirou 2840-2847 (1992)        | 1992                          | Los verdes años (Dolmen, Integral 12, 2019)                                                    |
| Captain Nepel                         | Spirou 2882-2892 (1993)        | 1993                          | Capitán Nepel (Dolmen, Integral 12, 2019)                                                      |
| Quantrill                             | Spirou 2912-2922 (1994)        | 1994                          | La banda de Quantrill (Dolmen, Integral 12, 2019)                                              |
| Duel dans la Manche                   | Spirou 2967-2976 (1995)        | 1996                          | Duelo en el Canal de La Mancha (Dolmen, Integral 13, 2019)                                     |
| Les planqués                          | Spirou 3000-3011 (1995)        | 1996                          | Los ocultados (Dolmen, Integral 13, 2019)                                                      |
| Puppet blues                          | Spirou 3058-3068 (1996)        | 1997                          | Puppet blues (Dolmen, Integral 13, 2019)                                                       |
| Les hommes de paille                  | Spirou 3091-3100 (1997)        | 1998                          | Los hombres de paja (Dolmen, Integral 14, 2020)                                                |
| Les bleus en cavale                   | Spirou 3132-3142 (1998)        | 1998                          | Los fugitivos (Dolmen, Integral 14, 2020)                                                      |
| Qui veut la peau du général?          | Spirou 3175-3185 (1999)        | 1999                          | ¿Quién quiere matar al general? (Dolmen, Integral 14, 2020)                                    |
| Des bleus et du blues                 | Spirou 3225-3235 (2000)        | 2000                          | Romances en azul (Dolmen, Integral 15, 2021)                                                   |
| L’oreille de Lincoln                  | Spirou 3274-3284 (2001)        | 2001                          | La oreja de Lincoln (Dolmen, Integral 15, 2021)                                                |
| Emeutes à New York                    | Spirou 3329-3339 (2002)        | 2002                          | Revuelta en Nueva York (Dolmen, Integral 15, 2021)                                             |
| Requiem pour un bleu                  | Spirou 3374-3386 (2002)        | 2003                          | Réquiem por un azul (Dolmen, Integral 16, 2022)                                                |
| Les Nancy Hart                        | Spirou 3430-3442 (2004)        | 2004                          | Las Nancy Hart (Dolmen, Integral 16, 2022)                                                     |
| Arabesque                             | Spirou 3483-3484 (2005)        | 2005                          | Arabesco (Dolmen, Integral 16, 2022)                                                           |
| Vive la mariée !                      | Spirou 3502-3512 (2005)        | 2005, como Mariage à fort Bow | Boda en Fort Bow (Dolmen, Integral 17, 2022)                                                   |
| La traque                             | Spirou 3551-3558 (2006)        | 2006                          | La caza, (Dolmen, Integral 17, 2022)                                                           |
| Stark sous toutes les coutures        | Spirou 3605-3612 (2007)        | 2007                          | Todo sobre Stark (Dolmen, Integral 17, 2022)                                                   |
| Des bleus dans le brouillard          | Spirou 3661-3664 (2008)        | 2008                          | Azules en la niebla (Dolmen, Integral 18, 2022)                                                |
| Sang bleu chez les bleus              | Spirou 3720-3725 (2009)        | 2009                          | Casacas de sangre azul (Dolmen, Integral 18, 2022)                                             |
| Miss Walker                           | Spirou 3773-3778 (2010)        | 2010                          | Miss Walker (Dolmen, Integral 18, 2022)                                                        |
| Indien, mon frère                     | Spirou 3829-3834 (2011)        | 2011                          | Hermano indio (Dolmen, Integral 19, 2023)                                                      |
| Dent pour dent                        | Spirou 9879-3884 (2012)        | 2012                          | Diente por diente (Dolmen, Integral 19, 2023)                                                  |
| Colorado Story                        | Spirou 3927-3935 (2013)        | 2013                          | Colorado Story (Dolmen, Integral 19, 2023)                                                     |
| Les bleus se mettent au vert          | Spirou 3980-3985 (2014)        | 2014                          | Por un puñado de verdura (Dolmen, Integral 20, 2024)                                           |
| Les quatre évangélistes               | Spirou 4033-4039 (2015)        | 2015                          | Los cuatro evangelistas (Dolmen, Integral 20, 2024)                                            |
| Carte blanche pour un bleu            | Spirou 4089-7094 (2016)        | 2016                          | Carta blanca para un azul (Dolmen, Integral 20, 2024)                                          |
| L'Étrange Soldat Franklin             | Spirou 4146-4151 (2017)        | 2017                          | El extraño soldado Franklin (Dolmen, Integral 21, 2025)                                        |
| Sallie                                | Spirou 4201-4206 (2018)        | 2018                          | Sallie (Dolmen, Integral 21, 2025)                                                             |
| La bataille du cratère                | Spirou 4251-4257 (2019)        | 2019                          | La batalla del cráter (Dolmen, Integral 21, 2025)                                              |
| Où est donc Arabesque ?               | Spirou 4334-4340 (2021)        | 2021                          |                                                                                                |
| L'envoyé spécial                      | Spirou 4302-4308 (2020)        | 2020                          |                                                                                                |
| Irish Melody                          | Spirou 4402-4407 (2022)        | 2022                          |                                                                                                |
| Du feu sur la glace                   | Spirou 4453-4459 (2023)        | 2023                          |                                                                                                |
| De l'or pour les blues                | Spirou 4506-4512 (2024)        | 2024                          |                                                                                                |
| Lincoln dans la ligne de mire         | Spirou 4550/4551- (2025)       |                               |                                                                                                |

## Argumento y personajes
Casacas azules era el nombre dado por los indios a las tropas de caballería que mantenían el orden en el Salvaje Oeste. Las aventuras de las primeras historietas transcurren en Fort Bow, para luego trasladarse a escenarios del Este y la guerra de secesión, con algunos retornos a las tierras de su debut.
Blutch
Cabo del 22º Regimiento de Caballería. Huérfano, fue criado por el doctor H. W. Harding (Vertes Années, 1992). Desempeñó todo tipo de trabajos antes de alistarse: Buscador de oro, estibador, peluquero, limpiabotas, vendedor de periódicos en San Francisco, empleado en una mina, comerciante de plátanos verdes, de nuevo buscador de oro (Vertes années, 1980) y camarero en The Pacific, al que rebautiza como The Alamo tras ser reclutado. Fue ascendido al rango de teniente (Les Hommes de paille, 1997), aunque en la mayoría de los álbumes, es un cabo. Se casa con una enfermera en Des Bleus et des dentelles (1983). A pesar de que dice experimentar un odio sin límites por el sargento Chesterfield, en general son inseparables. 
Sargento Chesterfield
Sargento del 22º Regimiento de Caballería y hombre del presidente, cuyos progenitores siguen todavía vivos (Blue retro, 1980). Su padre, Joshua, veterano de la batalla de El Álamo, donde recibió seis medallas, permanece en una silla de ruedas debido a una lesión al caer de una escalera. Dos de los primos de Chesterfield, para su deshonra, son sudistas. Antes de alistarse junto con Blutch, Chesterfield era carnicero y se iba a casar con la hija de su jefe. Ahora está enamorado de Amelia, la hija del Coronel Appletown y adora el ejército, detestando a los desertores por encima de todo. Respeta el rango sin cuestionarlo, a no ser que Amelia esté cerca... Su mayor sueño es recibir cicatrices y condecoraciones, aunque obtiene más a menudo las primeras que las segundas. 
Arabesco
La inseparable yegua de Blutch, gris moteada y con crin blanca. Blutch hará cualquier cosa para protegerla, hasta el punto de que incluso los generales están aterrorizados por lo que podría pasarles si el ejército dañara a su yegua. Muy inteligente, a veces es capaz de entender lo que le dicen los humanos (Des Bleus et des Dentelles, 1983). Cae al suelo en cuando escucha disparos o el grito de guerra de Stark: “¡Caaargueeen! ". Blutch suele utilizar esta característica para evitar la muerte en el campo de batalla, pero también Chesterfield para evitar que Blutch deserte (Los verdes años, 1992) o contra Stark (Requiem por un azul, 2002). Llamada Flo al nacer por su dueño, es hija de King y Mary. Cuando llegan soldados del ejército del norte para requisar el ganado de su dueño, ella se esconde en el establo, y se esconderá igualmente durante largas semanas al menor sonido de cascos. Cuando se desata una batalla cerca del establo con los caballos de la manada, el propietario entra tras la pelea y encuentra a King, a quien se obliga a disparar. Arabesque (todavía Flo) presencia la escena, de ahí su horror a los campos de batalla. Inmediatamente después, es requisada por un soldado del norte.
Ambrosio Stark
Capitán del 22º Regimiento de Caballería. Aparece por primera vez en Du Nord au Sud (1971), aunque para su físico característico hay que esperar hasta Bleus de la marine (1974), donde definitivamente queda al mando del regimiento de nuestros dos héroes. Después de haber pasado por West Point, Stark alternó la vida civil y la Armada antes de reengancharse al principio de la guerra de secesión. Su carácter cae progresivamente en un mutismo total en lo referente a los soldados de infantería, los civiles, y todo lo que se mueva sobre dos pies. Así, vive sin interrupción sobre su caballo, con la mirada perdida, esperando solo la próxima carga, que siempre empieza con el grito de "¡A la carga!". Aunque su sentido de la estrategia no vaya más allá de la carga frontal pase lo que pase, Alexander le considera un oficial excelente. 
General Alexander
Jefe del ejército del cual forma parte el 22º Regimiento de Caballería. Es el superior de Stark. Conoce muy bien a Blutch y Chesterfield, por lo que les encarga misiones peligrosas, les protege de la muerte y del tribunal militar varias veces. Aparece solo a partir de Les Bleus tournent cosaques (1976).
Amélie Appeltown
Gran amor de Chesterfield desde el principio de la serie, aunque no correspondido. Sus pretendientes reales o imaginarios (su hermano, Tripps, Blutch) son apartados sin contemplaciones. Casi se casa con Blutch en Mariage à Fort Bow (2005).
Coronel Appeltown
Padre de Amélie, destinado en Fort Bow al mando del 22º Regimiento cuando llegan Blutch y Chesterfield, a los que teme como la peste.
El capitán de Estado Mayor, Stephen Stillman
Antiguo oficial sudista que se pasa al ejército de la Unión (Bronco Benny, 1979), sus propios compañeros del Estado Mayor sospechan que es topo de los sudistas, dada su renuencia a entrar en batalla. Adquiere mayor relevancia en las últimas historietas, donde se muestra más reflexivo y salva a los protagonistas en más de una ocasión. Se inspira en el humorista Stéphane Steeman, amigo de Cauvin y de Lambil, que les pidió que lo dibujaran en la serie. 
Capitán Nepel
Inspirado en Jean-Marie Le Pen, tanto en apariencia como en ideología. 
Sanguijuela
Soldado sureño, odia sin límites a Blutch por haberse fugado de una prisión sureña en La Prison de Robertsonville (1974). Aparece en historias posteriores tratando de eliminar a nuestros héroes. 
Georges Appletown
Hermano de Amelia, aparece por primera vez en Le Blanc-bec (1978), cuando Chesterfield lo confunde con un rival por el corazón de Amelia. Tiene rango de teniente, pero su sueño es dedicarse a la política cuando finalice la guerra. También participa en dos o tres cargas del capitán Stark, como castigo por haber herido al hijo de Pequelo Lobo. Su última aparición es en Des bleus et du blues (2000), donde se convierte en ayudante de Ulysses S. Grant.